# Milan (Indiana)
Milan és una població dels Estats Units a l'estat d'Indiana. Segons el cens del 2000 tenia 1.816 habitants.

## Demografia
Segons el cens del 2000, Milan tenia 1.816 habitants, 693 habitatges, i 460 famílies. La densitat de població era de 369 habitants/km².
Dels 693 habitatges en un 33,3% hi vivien nens de menys de 18 anys, en un 50,5% hi vivien parelles casades, en un 10,2% dones solteres, i en un 33,6% no eren unitats familiars. En el 28,7% dels habitatges hi vivien persones soles el 16,5% de les quals corresponia a persones de 65 anys o més que vivien soles. El nombre mitjà de persones vivint en cada habitatge era de 2,52 i el nombre mitjà de persones que vivien en cada família era de 3,13.
Per edats la població es repartia de la següent manera: un 27,1% tenia menys de 18 anys, un 8,9% entre 18 i 24, un 28,3% entre 25 i 44, un 18,8% de 45 a 60 i un 17% 65 anys o més.
L'edat mediana era de 34 anys. Per cada 100 dones de 18 o més anys hi havia 85,4 homes.
La renda mediana per habitatge era de 36.066 $ i la renda mediana per família de 41.435 $. Els homes tenien una renda mediana de 31.512 $ mentre que les dones 22.244 $. La renda per capita de la població era de 16.191 $. Entorn del 7,9% de les famílies i el 9% de la població estaven per davall del llindar de pobresa.

## Poblacions més properes
El següent diagrama mostra les poblacions més properes.